# 长叶珊瑚
长叶珊瑚（学名：Aucuba himalaica var. dolichophylla）为绞木科桃叶珊瑚属喜马拉雅珊瑚的变种。分布在中国大陆的四川、湖北等地，生长于海拔1,000米的地区，多生长在常绿阔叶林中。